# Peter Soulsby

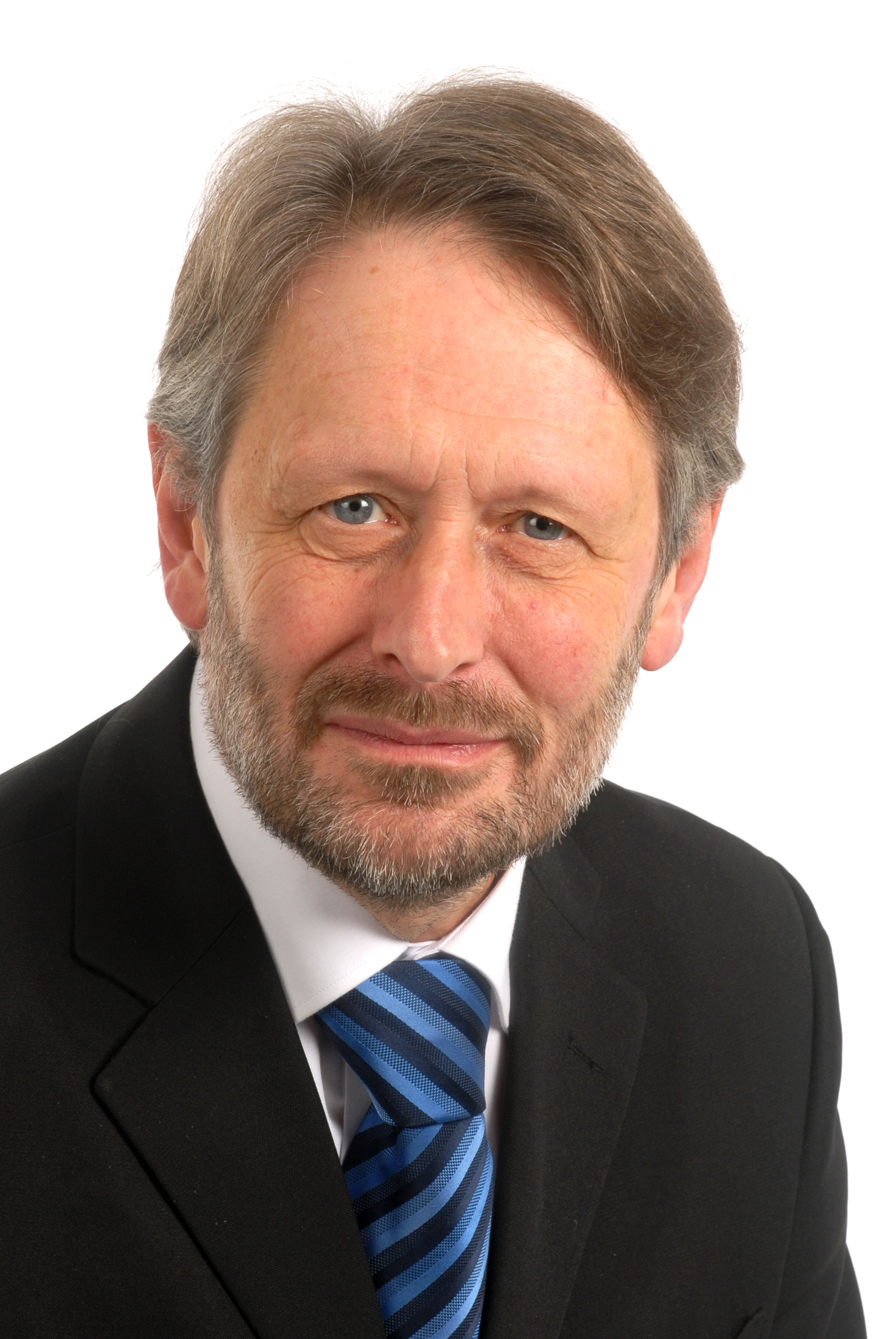
Peter Soulsby

Sir Peter Alfred Soulsby (ur. 27 grudnia 1948 w Bishop Auckland) – brytyjski polityk Partii Pracy, parlamentarzysta.

## Życiorys
Ukończył studia na Uniwersytecie De Montfort w Leicesterze. Burmistrz miasta Leicester od 5 maja 2011 r. W 1984 roku, brał udział w wyborach do Parlamentu Europejskiego.
Pracował jako nauczyciel w Crown Hills Secondary School. Po raz pierwszy został wybrany do Rady Miasta Leicester w 1974 r. Od lipca 1998 roku jest członkiem zarządu British Waterways w 2000 r. był wiceprzewodniczącym. 1999 roku otrzymał tytuł szlachecki za zasługi dla samorządu terytorialnego.

## Życie prywatne
Ma trzy córki, żona Lady (Alison) Soulsby zmarła na chorobę nowotworową 10 grudnia 2011 roku w wieku 63 lat.